# Музей истории, культуры и быта терских поморов
Музей истории, культуры и быта терских поморов — территориальный отдел истории, культуры и быта терских поморов Мурманского областного краеведческого музея.

## История
Общественный краеведческий музей «Быт и промысел поморов» был создан решением исполкома Терского районного Совета от 23 февраля 1988 года на базе Сельского Дома культуры (с 1 января 1990 — клуба-музея) посёлка Умба. Приказом управления культуры Мурманского облисполкома от 4 января 1992 года общественный музей стал территориальным отделом Мурманского областного краеведческого музея. Инициатором создания музея выступила Людмила Валентиновна Панова.

## Экспозиция и фонды
Основными разделами экспозиции музея являются:
- Терская земля в древности
- Возникновение русских поселений на Терском берегу
- Промысловая система хозяйства терских поморов в XVIII — начале ХХ веках. Рыболовство, зверобойный промысел, судостроение, жемчужный промысел
- Развитие ремёсел в XVIII — начале XX веков. Плотницкое и столярное дело, искусство обработки дерева, сапожное ремесло, женские ремёсла и рукоделие
- Быт поморов в конце XIX — начале XX веков

Основной фонд музея содержит 733 единицы хранения, научно-вспомогательный — 161 единицу. В состав фондов входят предметы поморского быта, детские игрушки и погремушки, одежда и другие текстильные изделия, головные уборы, берестяные изделия, расписные сундуки и резные прялки, предметы интерьера рыболовной избы-тони.